# Anguipecten
Anguipecten is een geslacht van tweekleppigen uit de  familie van de Pectinidae (mantelschelpen). 

## Soorten
- Anguipecten gregoryi Dall, Bartsch & Rehder, 1938
- Anguipecten lamberti (Souverbie in Souverbie & Montrouzier, 1874)
- Anguipecten pacificus Dijkstra, 2002
- Anguipecten picturatus Dijkstra, 1995
- Anguipecten simoneae Morrison & Whisson, 2009
- Anguipecten superbus (Sowerby II, 1842)